# Mama Ana Ahabak
Mama (Ana Ahabak) (arabisch أنا أحبك anā uḥibbuk ‚ich liebe dich‘, für: „Mama (ich liebe dich)“) ist ein Lied der österreichischen Pop-Rock-Sängerin Christina Stürmer aus dem Jahr 2003, das sie nur unter ihrem Vornamen veröffentlichte.

## Entstehung und Veröffentlichung
Das Lied wurde von Alexander Kahr komponiert und produziert, während der Text von Robert Pfluger verfasst wurde.
Die Erstveröffentlichung von Mama (Ana Ahabak) erfolgte am 16. Juni 2003 bei Amadeo, als Teil von Stürmers Debütalbum Freier Fall (Katalognummer: 06024 986538 2). Am 17. November 2003 erschien das Lied als dritte Singleauskopplung aus dem Album. Diese erschien als CD-Maxi-Single mit einer Karaoke- und Liveversion des Liedes sowie einer Liveversion zu Ich lebe als B-Seiten (Katalognummer: 981 377-0).

## Inhalt
Der Text beschreibt das Leben eines Kindes während eines Krieges. In der ersten Strophe fragt das Kind seine Mutter, warum sie traurig ist. Der Refrain ist auf Arabisch gesungen und bedeutet auf Deutsch so viel wie Mama, ich liebe dich. In der zweiten Strophe fragt das Kind seine Mutter, wohin sie gehen sollen, und will zurück nach Hause. Es scheint aber wegen gewisser Umstände eine Rückkehr unmöglich. Auch in der dritten Strophe fragt das Kind auf besorgte Weise: Wo laufen diese Leute hin? Sag mir, ist unser Weg noch weit? Am Ende des Liedes spricht das Kind zu seiner toten Mutter. Die Geschichte skizziert die Flucht einer Mutter mit ihrem Kind vor dem Krieg und dessen schockierenden Einzelschicksal. Inspiration für diesen Titel war der damals erneuert und sehr umstrittene Angriff der USA auf Bagdad. Medienberichte zufolge war der erste Angriff der USA mitten in der Nacht angeblich mit geringfügigen Verlusten verbunden. Diese damals vorhandene Stimmung nahmen die Komponisten des Songs zum Anlass über die wahren Dramen des Krieges zu schreiben.

## Kommerzieller Erfolg

### Chartplatzierungen
Mama Ana Ahabak avancierte zum Zeitpunkt der Erstveröffentlichung zum Nummer-eins-Hit in Österreich. Die Single konnte sich sieben Woche an der Chartspitze, 13 Wochen in den Top 10 sowie insgesamt 28 Wochen in den Charts platzieren. In Deutschland (Rang 11) und der Schweiz (Rang 33) erreichte die Single nach Veröffentlichung der Neuauflage erstmals die Charts.
| ChartsChartplatzierungen | Höchstplatzierung | Wochen |
| ------------------------ | ----------------- | ------ |
| Deutschland (GfK)        | 11 (16 Wo.)       | 16     |
| Österreich (Ö3)          | 1 (28 Wo.)        | 28     |
| Schweiz (IFPI)           | 33 (10 Wo.)       | 10     |

| ChartsJahrescharts (2003) | Platzierung |
| ------------------------- | ----------- |
| Österreich (Ö3)           | 27          |

| ChartsJahrescharts (2006) | Platzierung |
| ------------------------- | ----------- |
| Deutschland (GfK)         | 82          |

### Auszeichnungen für Musikverkäufe
| Land/Region       | Auszeichnungen für Musikverkäufe (Land/Region, Auszeichnung, Verkäufe) | Verkäufe |
| ----------------- | ---------------------------------------------------------------------- | -------- |
| Österreich (IFPI) | Platin                                                                 | 30.000   |
| Insgesamt         | 1× Platin ·                                                            | 30.000   |